# Wanda Wiłkomirska

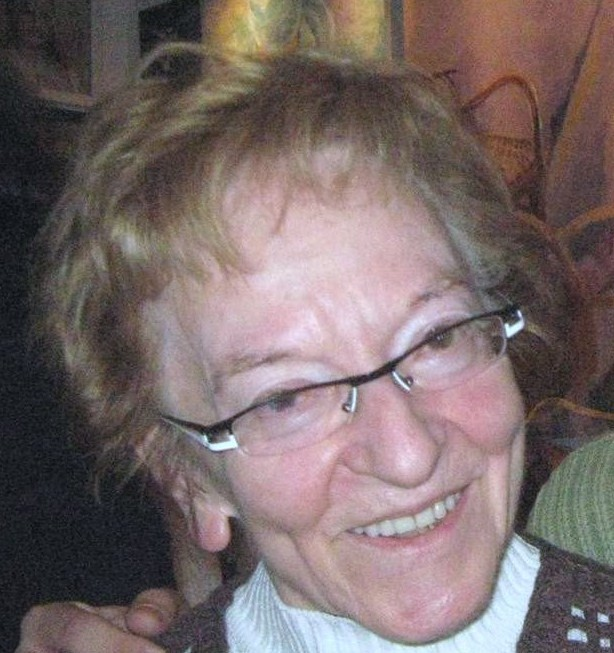
Wanda Wiłkomirska en 2010.

Wanda Wiłkomirska, née le 11 janvier 1929 et décédée le 1er mai 2018, est une violoniste polonaise et professeure universitaire. Elle est connue à la fois pour le répertoire classique et pour son interprétation de la musique du XXe siècle, après avoir reçu deux prix d'État polonais pour la promotion de la musique polonaise dans le monde ainsi que d'autres prix pour sa contribution à la musique. Elle a donné en première mondiale de nombreuses œuvres contemporaines, dont des musiques de Tadeusz Baird et Krzysztof Penderecki. Wanda Wiłkomirska a joué sur un violon fabriqué par Pietro Guarneri en 1734 à Venise. Elle a enseigné aux académies de musique de Mannheim et de Sydney.

## Biographie
Née à Varsovie le 11 janvier 1929, Wanda Wiłkomirska a d'abord appris le violon auprès de son père Alfred Wiłkomirski, et a étudié avec Irena Dubiska (en) à Académie de musique de Łódź (en), obtenant son diplôme en 1947. Elle a ensuite fréquenté l'Académie de musique Franz Liszt à Budapest où elle a étudié avec Ede Zathureczky (en), obtenant son diplôme en 1950. Elle s'est produite à Paris, ce qui a conduit Henryk Szeryng à lui demander d'étudier avec lui. Elle a remporté des prix lors de concours à Genève (1946), Budapest (1949) et Leipzig (Concours international Jean-Sébastien-Bach, 1950, deuxième prix). Elle a également étudié à Varsovie avec Tadeusz Wroński (pl), qui l'aide à se préparer au Concours international de violon Henryk-Wieniawski à Poznań en décembre 1952, où elle joue pour la première fois le Concerto no 1 de Karol Szymanowski, qui devient l'un de ses favoris. Elle a partagé le deuxième prix avec Julian Sitkovetsky ; le lauréat du premier prix était Igor Oistrakh. En 1953, elle a reçu le Prix d'État polonais pour la musique en reconnaissance de son « talent artistique éminent au violon ».
En 1955, Wanda Wiłkomirska a joué à l'inauguration de la salle de concert de la Philharmonie de Varsovie reconstruite, avec l' Orchestre philharmonique national de Varsovie, jouant le premier concerto pour violon de Karol Szymanowski sous la direction de Witold Rowicki. Elle est devenue la soliste principale de l'orchestre cette année-là, et a donné de nombreuses performances avec l'orchestre à travers le monde, avec des conducteurs tels que Witold Rowicki, Stanisław Wisłocki et Antoni Wit . Elle a occupé le poste pendant 22 ans. En 1961, elle fait ses débuts aux États-Unis avec l'orchestre, ce qui devient le début d'une carrière internationale. L'imprésario américain Sol Hurok (qui dirigeait des violonistes comme Isaac Stern et David Oistrakh) l'a présentée à un public enthousiaste aux États-Unis et au Canada. Elle s'est produite dans plus de 50 pays, sur tous les continents. Dans les années 60 et 70, elle a donné en moyenne 100 concerts par an.
En 1969, elle a donné 37 représentations en Australie, où elle a ensuite émigré. Ces interprétations lui ont valu un grand succès et elle a reçu d'autres propositions de récitals et de concerts d'orchestres australiens. En 1973, elle fut la première violoniste à donner un récital solo dans le nouvel opéra de Sydney, accompagnée de Geoffrey Parsons.  
En 1976, elle a aidé à inaugurer le Barbican Hall à Londres avec une performance du Concerto pour violon de Benjamin Britten, programmé pour être dirigé par Sir John Barbirolli, mais qui l'a finalement été par Erich Leinsdorf . Bien que mariée à un fonctionnaire du parti communiste, dans les années 1970, Wanda Wiłkomirska soutient les dissidents en Pologne et en 1982, pendant la période de la loi martiale en Pologne, elle annonce lors d'une tournée de concerts en Occident qu'elle ne reviendra pas en Pologne à la fin de la visite. Un de ses fils, Arthur, a également fait défection en Allemagne de l'Ouest. En 1983, elle accepte la chaire de professeur de musique à l'École supérieure de musique et d'art dramatique de Mannheim (de). À partir de ce moment, l'enseignement est devenu sa grande passion et l'occasion de partager ses compétences instrumentales et son expérience de musicienne avec la prochaine génération de virtuoses.  
En 1999, elle a rejoint le personnel enseignant du Sydney Conservatorium of Music et depuis février 2001 a également travaillé pour l'Australian National Academy of Music à Melbourne. Elle a continué à faire partie de la vie musicale en Europe, volant entre les deux continents pour des concerts, des master classes et des concours, tout en restant impliquée dans la vie musicale en Australie. 
Wiłkomirska était souvent membre du jury lors de concours de violon, tels que ceux organisés à Moscou, Tokyo, Londres, Munich, Vienne, Graz, Hanovre, Gorizia et en Pologne, à Poznań, Cracovie, Łódź et Lublin.  

### Vie privée
Sa mère, Dorota Wiłkomirska (née Dvoira Temkin, 1901–1986), était pianiste et professeur de musique, qui a également publié plusieurs recueils de notes pour enfants. 
Wanda Wiłkomirska a épousé le journaliste Mieczysław Rakowski en 1952, rédacteur en chef de Polityka depuis 1958. Ils ont divorcé en 1977, deux ans après que Rakowski a rejoint le Comité central du Parti communiste des travailleurs unis polonais (PZPR),. Mieczysław Rakowski devint plus tard Premier ministre de Pologne (1988–89) et premier secrétaire du PZPR et se fit une réputation de réformiste libéralisateur, influencé par Wiłkomirska et les dissidents qu'il rencontra par son intermédiaire. Ils ont eu deux fils, dont l'un a émigré en Australie,. 
Wiłkomirska est décédée le 1er mai 2018 à Varsovie, à l'âge de 89 ans.

## Carrière
Wanda Wiłkomirska a souvent joué dans un trio avec piano, accompagnée de sa sœur Maria au piano et de son frère Kazimierz au violoncelle, comme le Trio Wiłkomirska. Elle a également joué avec Krystian Zimerman, Daniel Barenboim, Gidon Kremer, Natalia Sheludiakova, Martha Argerich, Kim Kashkashian et Mischa Maisky. Wiłkomirska a donné en première des performances de diverses compositions contemporaines polonaises, telles que: Concerto pour violon no 5 de Grażyna Bacewicz (1951) et Concerto pour violon no 7 (1979), Expressions de Tadeusz Baird (1959), Dialogues d' Augustyn Bloch ( 1966), Capriccio de Krzysztof Penderecki (1968), Concerto pour violon de Zbigniew Bargielski (1977), Concerto pour violon de Zbigniew Bujarski (1980), Sonate de Roman Maciejewski (1998) et Concerto pour violon de Włodzimierz Kotoński (2000).  

### Récitals
Wanda Wiłkomirska a donné des récitals et joué des concerts symphoniques dans de nombreuses salles célèbres, dont : Carnegie Hall, le Lincoln Center, Salle Pleyel à Paris, Leipzig Gewandhaus, le Royal Festival Hall, le Pyotr Tchaikovsky Hall à Moscou et la Philharmonie de Berlin . Elle a joué avec le New York Philharmonic, le Cleveland Orchestra, le Hallé Orchestra, le Royal Philharmonic, le Sydney Symphony Orchestra, le Gewandhaus Orchestra, le Scottish Chamber Orchestra, le Royal Concertgebouw Orchestra et le Berliner Philharmonic, avec de tels chefs célèbres comme: Paul Kletzki, Pierre Boulez, Paul Hindemith, Otto Klemperer, Zubin Mehta , Sir John Barbirolli, Wolfgang Sawallisch, Kurt Masur et Erich Leinsdorf . Elle n'a joué qu'une seule fois avec Leonard Bernstein, leurs différences artistiques les amenant à ne pas répéter l'expérience.  

### Enregistrements
En 1968, elle a commencé à enregistrer régulièrement pour la maison de disques Connoisseur Society à New York, pour laquelle elle a fait 12 albums, certains avec le pianiste Antonio Barbosa. Deux d'entre eux ont remporté des prix, à savoir « Best of the Year » (1972) et le « Grand Prix du Disque » (1974). Elle a également enregistré avec Deutsche Grammophon, EMI, Philips, Naxos et Polskie Nagrania. 
Ses enregistrements comprennent les œuvres d'Accolay, Bacewicz, Bach, Baird, Bargielski, Bartok, Beethoven, Augustyn Bloch, Brahms, Bujarski, Dancla, Franck, Handel, Karlowicz, Khachaturian, Kreisler, Martini, Mussorgsky, Pallasz, Prokofoffiev, Rachmaninin, Chostakovitch, Szymanowski, Tchaïkovski, Viotti et Wieniawski. 
Ses enregistrements, principalement de musique de chambre, comprennent : 
- Wanda Wiłkomirska joue de la musique polonaise, de la musique de chambre de Paderewski, Bacewicz, Zarzycki und Bargielski, avec Paul Dam, Ambitus, amb97830 ;
- Prokofieff: Two Violin Sonates, avec Ann Schein, piano, Connoisseur Society, CD 4079 ;
- Œuvres de Wieniawski, Lipinski et Bacewicz avec Jadwiga Szamotulska, Gambit 1003-1 ;
- Concerto pour violon de Britten, avec l'Orchestre Philharmonique de Varsovie dirigé par Witold Rowicki, 1967, CD de concert orchestral, CD12 / 2011[5] ;
- Wanda Wilkomirska, musique de chambre de Moussorgsky, Kreisler, Wieniawski, Debussy, Bartok, Szymanowski et Sarasate, avec David Garvey, piano. Connoisseur Society CS2070 (LP) Sortie originale en son SQ QuAdraphonic ;
- Brahms: Sonate pour violon no 3 op. 108; Beethoven: Sonate n ° 5 "Printemps" avec Antonio Barbosa, piano. Connoisseur Society CS2080 Stéréo ;
- Beloved Melodies de Fritz Kreisler, avec Antonio Barbosa, piano. Connoisseur Society CS2022 Stéréo ;
- Ravel: Habanera, Sonate pour violon ; Grieg: Sonate pour violon n ° 3, avec Antonio Barbosa, piano. Connoisseur Society CS2038 Stéréo ;
- Bach: Musique pour violon non accompagné, Sonate n ° 1; Partita No.2 Connoisseur Society CS2040 Stéréo ;
- Franck: Sonate pour violon ; Szymanowski: | Mythes, avec Antonio Barbosa, piano. Connoisseur Society CS2050 Quadraphonic ;
- Delius: Trois Sonates pour Violon, avec David Garvey, piano. Connoisseur Society CS2069 Quadraphonic (1987) ;
- Brahms: Sonates pour violon n ° 1 et n ° 2, avec Antonio Barbosa, piano. Connoisseur Society CS2079 Quadraphonic.

## Honneurs
- Prix d'État polonais (1953[7], 1964) ;
- Ordre de Polonia Restituta (1981) ;
- Commandant Cross avec une étoile (2001) ;
- Médaille pour son travail pour la communauté polonaise en Australie (2005) ;
- Prix de la Fondation Karol Szymanowski (1997) pour « un accent particulier sur la musique de Karol Szymanowski ; l'interprétation unique, ardente et expressive de celle-ci ; et la diffusion de sa musique dans le monde entier. » ;
- Doctorat honoris causa de l'Académie de musique de Łódź (2006).